# Tunica (Angiospermen)

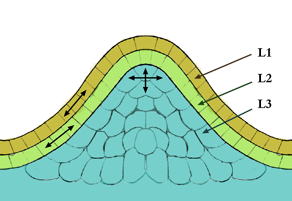
Schema: Sprossapikalmeristem
mit den drei Schichten L1, L2 und L3.
Die Schichten L1 und L2 bilden zusammen die Tunica.

Als Tunica; Hülle, Hüllschicht, Häutchen (Gewebeschicht) werden bei den bedecktsamigen Pflanzen Zellen bezeichnet, die im äußeren Bereich des apikalen und subapikalen Meristemgewebes liegen. Diese Zellen können sich nur antiklin (senkrecht) teilen. Aus der Tunica gehen die Blattanlagen sowie die Epidermis und die äußeren Schichten der Rinde hervor.
Zwiebeln und Knollen haben oft schützende äußere Hüllen aus totem Material, diese werden auch als Tunicen bezeichnet. Gewöhnlich ist eine solche Tunica von den Basen von toten Blättern abgeleitet. Allgemeiner kann jedes Blattscheiden- oder Schutzblatt, das nach dem Absterben des Blattes an der Pflanze haften bleibt, als Tunica bezeichnet werden.
Eine alte Bezeichnung der Samenschale war auch Tunica.
Der alte Gattungsname der Felsennelken war Tunica Mert. & W.D.J.Koch.